# 백석포초등학교
백석포초등학교는 대한민국 충청남도 아산시 영인면 아산호로 229 (백석포리)에 있었던 공립 초등학교이다.

## 연혁
- 1965년 3월 1일 영인국민학교 백석포분실 설치
- 1967년 3월 1일 영인국민학교 백석포분교장으로 승격
- 1969년 3월 1일 백석포국민학교로 승격 개교
- 1985년 3월 5일 병설유치원 개원
- 1996년 3월 1일 백석포초등학교로 개칭
- 2007년 3월 1일 영인초등학교로 통합